# NGC 7625
NGC 7625 је спирална галаксија у сазвежђу Пегаз која се налази на NGC листи објеката дубоког неба.
Деклинација објекта је + 17° 13' 36" а ректасцензија 23h 20m 30,2s. Привидна величина (магнитуда) објекта NGC 7625 износи 11,9 а фотографска магнитуда 12,8. Налази се на удаљености од 23,0000 милиона парсека од Сунца. NGC 7625 је још познат и под ознакама UGC 12529, MCG 3-59-38, CGCG 454-43, IRAS 23179+1657, 3ZW 102, VV 280, ARP 212, KUG 2317+169, PRC D-45, PGC 71133.